# Start the Fire (Tarkan)
Start the Fire è un singolo del cantante turco Tarkan pubblicato il 18 agosto 2006 come estratto dal suo album in studio Come Closer.

## Tracce
1. Start The Fire (original)
2. Start The Fire (Mousse T. Radio Mix)
3. Start The Fire (Mousse T. Radio Instrumental)
4. Start The Fire (Bugati Remix)
5. Start The Fire (Bugati Remix Instrumental)
6. Start The Fire (Bugati Remix Acapella)
7. Start The Fire (Fat Tony Crew vs Eniac Remix)
8. Start The Fire (Fat Tony Crew vs Eniac Dub Remix)
9. Start The Fire (Mousse T Abi's Club Mix)
10. Start The Fire (Mousse T Abi's Club Mix Instrumental)